# 埃伦茨-波尔特斯多夫
埃伦茨-波尔特斯多夫是德国莱茵兰-普法尔茨州的一个市镇。总面积7.40平方公里，总人口845人，其中男性417人，女性428人（2011年12月31日），人口密度114人/平方公里。